# ブッターブロート

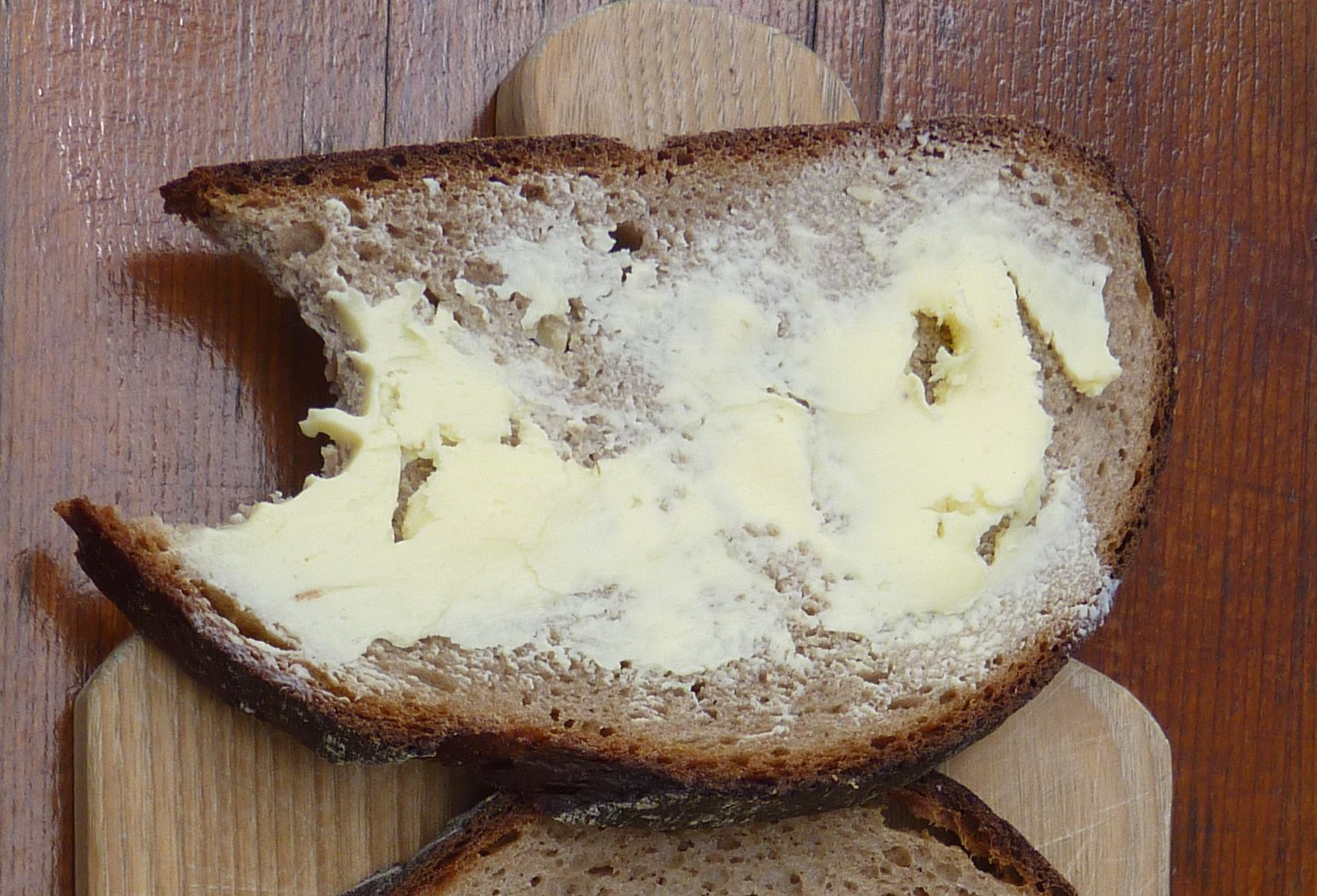
食べかけのブッターブロート

ブッターブロート（ドイツ語: Butterbrot、あるいはブターブロート）は、ドイツ料理の一種。ロシア料理におけるブッターブロートについても本項で記述する。

## 概要
バター（ドイツ語: Butter）とパン（ドイツ語: Brot）の意であり、「バターを塗ったパン」を指す。ドイツ北部では、サンドイッチ（オープンサンドイッチ）の意で用いられることもある。
バターの使用量は多く、パンの気泡が隠れるくらい厚くバターを塗ることが多い。バターは無塩バターが多く、発酵については発酵バター、無発酵バターのどちらも好みで使われる。パンは小麦を用いたパンよりライムギを用いたライ麦パンがほとんどである。
パンにバターを塗っただけではなく、広義にとらえて、ソーセージやハム、チーズ、ジャムなどを乗せてオープンサンドイッチ状態にしたものも、ブッターブロートと呼ぶ。この場合、バターは乗せた具材の湿気がパンに入り込むことを防止すると共に、パンと具材を馴染ませる接着剤の役割を果たす。
ヨハン・ヴォルフガング・フォン・ゲーテの『若きウェルテルの悩み』で「ブッターブロートとザウアー・ミルヒ（発酵乳製品）」という表現で簡素な夕食の意味で登場するほか、マルティン・ルターも1525年に「Putterpomme（ブッターブロートの意）は子どもに良い食品である」と書き記しているようにドイツ地方では中世以前から食文化として根付いている。

## 慣用句
慣用句としても以下のように使われる。
- 「ブッターブロート一切れのために働く（für ein Butterbrot arbeiten）」 →　「ただ同然の安い賃金で働く」の意
- 「ブッターブロート一切れの値段で買う（売る）（etwas fuer ein Butterbrot kaufen (verkaufe)）」 → 「ただ同然の安い値段に買う（売る）」の意

## ハンバーガー・ブッターブロート
ハンバーガー・ブッターブロート（ドイツ語: Hamburger Butterbrot）は、スライスした白いパンにバターを塗ってチーズを置き、同じくスライスした黒パン（ライ麦パン）を乗せた料理である。

## ロシアのブッターブロート

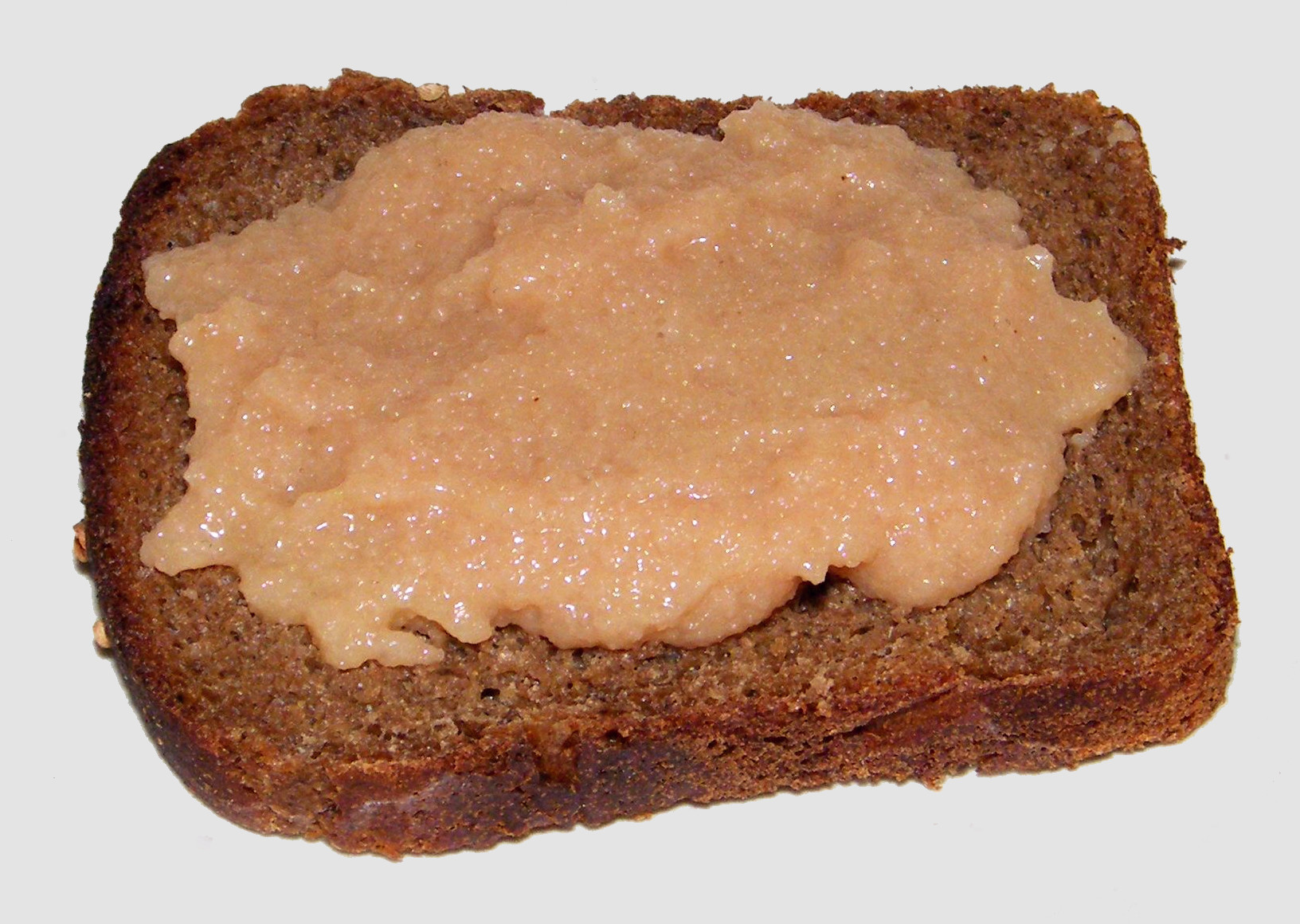
スケトウダラのキャビアを乗せたブッターブロート

ドイツからの輸入という形でロシア語やロシア料理にもブッターブロート（ロシア語: Бутерброд）があり、パン料理（オープンサンドイッチ）として普及している。
ピョートル大帝の時代以降にロシアには多くのドイツ人が移住しており、同時にパンに何か乗せてて食べる文化をロシアにもたらした。裕福な家庭では薄く切ったパンとパンに乗せるベークドハム、スモークサーモン、キャビアといったトッピングを皿に盛って出すようになった。これらは前菜として提供され、寒い中を訪れた客人には強い酒と共に供された。
19世紀以前のロシアにおいて、バターとはミルクをオーブンで加熱して作られる澄ましバターであり、通常のバターはフィンランドからの輸入食材であって一般には普及していなかった。19世紀後半になってロシア国内にバター工場が操業を始めるが、大きく普及するのはソ連時代になってからであった。
ソ連時代は主婦が行う家事の負担を軽減するためにさまざまな工夫が行われたこともあり、ブッターブロートのように手間をかけずに作ることができて、栄養価も高い料理は朝食や弁当、午後のお茶などで一般的に食されるようになっていった。
祝いの席や正月などにはパンにバターを塗ってキャビア、塩漬けのイクラを乗せたものがよく食べられ、これはソ連時代のみならず今日のロシア時代でも好まれている。